# 15 Hudson Yards
15 Hudson Yards es un rascacielos residencial ubicado en el West Side de Manhattan. Se sitúa cerca de los siguientes distritos: Hell's Kitchen, Chelsea and the Penn Station. El edificio forma parte del proyecto de desarrollo urbanístico Hudson Yards, un plan para reurbanizar los West Side Yards de la Metropolitan Transportation Authority. Los trabajos de construcción de la torre comenzaron el 4 de diciembre de 2014 y terminaron en 2019.

## Historia

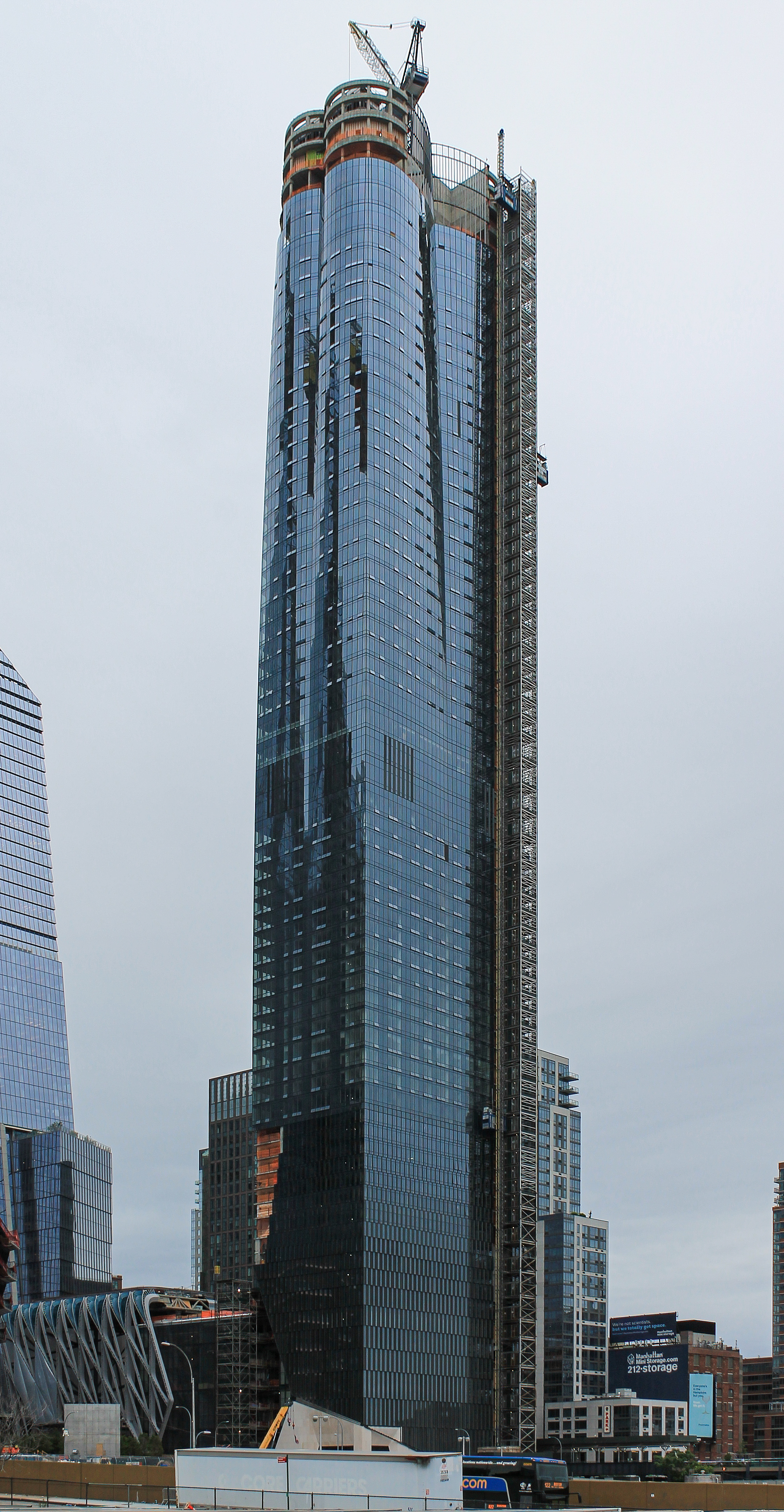
Construcción del edificio en 2018.

La construcción del 15 Hudson Yards comenzó el 4 de diciembre de 2014. En septiembre de 2015, el proyecto recibió 850 millones de dólares de The Children's Investment Fund Management. El capital adicional provino de la Agencia de Financiamiento de la Vivienda del Estado de Nueva York debido al componente de vivienda asequible del edificio. La torre se coronó en febrero de 2018 y se inauguró el 15 de marzo de 2019. Para enero de 2019, se había vendido aproximadamente el 60 % de las unidades del edificio.
En 2021, los futuros inquilinos de bajos ingresos del edificio presentaron una demanda contra Related. La demanda alega que la empresa creó una dirección diferente (553 West 30th Street) para 15 unidades asequibles de Hudson Yards y que los inquilinos de esas unidades no tendrían acceso a los mismos servicios que los de las unidades a precio de mercado.  La demanda alega que el edificio no tiene una "puerta barata" real, sino que segrega a sus inquilinos a través de una "dirección pobre" y "pisos pobres". Las "puertas baratas" fueron prohibidas en 2015 por el alcalde de Nueva York, Bill de Blasio.

## Arquitectura y diseño
El 15 Hudson Yards está diseñado por Diller Scofidio + Renfro y Rockwell Group en colaboración con Ismael Leyva Architects, y se caracterizará por su forma estilizada como si llevara correas entrecruzadas para darle forma de fluido, de ahí su apodo, The Corset Tower o torre encorsetada.
La ingeniería estructural fue realizada por WSP Cantor Seinuk.
La torre estará integrada en el compeljo Culture Shed, prevista su apertura en la primera de 2018, el Culture Shed albergará actividades culturales variadas, como arte, escenografías, películas, diseño, comida, moda, y nuevas combinaciones de contenido cultural.
El edificio incluye 285 unidades residenciales. Las plantas 50 y 51 son un espacio de servicios de 40.000 pies cuadrados (3.700 m2) que contiene un centro acuático con una piscina de 75 pies de largo, un spa, un gimnasio, un estudio de yoga, una sala de juegos para niños, comedores privados, una sala de proyecciones, un salón del club de golf, un almacén de vinos y un centro de negocios. El edificio también cuenta con el "Skytop", una terraza al aire libre en la parte superior del edificio que se comercializa como la cubierta residencial al aire libre más alta de la ciudad de Nueva York.
La torre está integrada con The Shed (El Cobertizo), un local cultural en la base de la torre. Inaugurado el 5 de abril de 2019, The Shed alberga actividades en una amplia gama de áreas culturales incluyendo arte, performance, cine, diseño, comida, moda y nuevas combinaciones de contenido cultural. El vestíbulo del edificio contiene una instalación de madera a gran escala diseñada por el escultor estadounidense Joel Shapiro.

## Ocupación
La torre contendrá un total de 325 apartamentos en régimen de alquiler y 160 disponibles para la venta. Además, se espera que se abra un gimnasio de la cadena Equinox Fitness.